# AZ in het seizoen 2024/25 (mannen)
In het seizoen 2024/25 kwam AZ uit in de Eredivisie. Ook deed AZ dit seizoen mee in de toernooien om de TOTO KNVB Beker en de UEFA Europa League.
Aan het begin van het seizoen stroomde AZ in de competitiefase van de UEFA Europa League mede door de behaalde 4e plaats in de Eredivisie van het voorgaande seizoen. De competitiefase is een vernieuwde groepsfase waar de club vier keer thuis en vier keer uit tegen verschillende clubs speelt. AZ eindigde na afloop op de 19e plaats en plaatste zich voor de tussenronde. AZ won de tweeluik tegen Galatasaray en ging door naar de achtste finale. AZ verloor, ondanks een knappe thuisoverwinning, echter de tweeluik tegen Tottenham Hotspur en werd hierdoor uitgeschakeld.
In de KNVB Beker verloor AZ de finale van dit seizoen. AZ verloor na strafschoppen met 2 – 4 van Go Ahead Eagles (1 – 1 na verlenging).
AZ eindigde dit seizoen in de Eredivisie op de 5e plaats, dat recht geeft om aan de play-offs deel te nemen voor de tweede voorronde van de Conference League van het volgende seizoen. AZ won alle play-offswedstrijden en plaatste zich voor de tweede voorronde van de Conference League van het volgende seizoen.

## Selectie
| Nr.           | Nat.       | Naam                    | Geb. dat.  | Vorige club           | Contract tot |
| Doelmannen    | Doelmannen | Doelmannen              | Doelmannen | Doelmannen            | Doelmannen   |
| ------------- | ---------- | ----------------------- | ---------- | --------------------- | ------------ |
| 1             | Nederland  | Rome-Jayden Owusu-Oduro | 02-07-2004 | Eigen jeugd           | 2028         |
| 12            | Nederland  | Hobie Verhulst          | 02-04-1993 | Go Ahead Eagles       | 2025         |
| 13            | Nederland  | Sem Westerveld          | 18-07-2002 | Eigen jeugd           | 2026         |
| 31            | Nederland  | Daniël Deen             | 13-02-2003 | Eigen jeugd           | 2025         |
| 41            | Nederland  | Jeroen Zoet             | 06-01-1991 | Spezia Calcio         | 2027         |
| Verdedigers   |            |                         |            |                       |              |
| 3             | Nederland  | Wouter Goes             | 10-06-2004 | Eigen jeugd           | 2028         |
| 4             | Nederland  | Bruno Martins Indi      | 08-02-1992 | Stoke City FC         | 2025         |
| 5             | Portugal   | Alexandre Penetra       | 09-01-2001 | FC Famalicão          | 2028         |
| 16            | Japan      | Seiya Maikuma           | 16-10-1997 | Cerezo Osaka          | 2028         |
| 18            | Noorwegen  | David Møller Wolfe      | 23-04-2002 | SK Brann              | 2028         |
| 22            | Nederland  | Maxim Dekker            | 21-04-2004 | Eigen jeugd           | 2026         |
| 30            | Nederland  | Denso Kasius            | 06-10-2002 | Bologna FC            | 2027         |
| 34            | Nederland  | Mees de Wit             | 17-04-1998 | PEC Zwolle            | 2027         |
| Middenvelders |            |                         |            |                       |              |
| 6             | Nederland  | Peer Koopmeiners        | 04-05-2000 | Almere City FC        | 2028         |
| 8             | Nederland  | Jordy Clasie            | 27-06-1991 | Southampton FC        | 2028         |
| 10            | Nederland  | Sven Mijnans            | 09-03-2000 | Sparta Rotterdam      | 2028         |
| 14            | Servië     | Kristijan Belić         | 25-03-2001 | FK Partizan           | 2028         |
| 24            | Nederland  | Lewis Schouten          | 04-02-2004 | Eigen jeugd           | 2027         |
| 26            | Nederland  | Kees Smit               | 20-01-2006 | Eigen jeugd           | 2028         |
| 28            | Nederland  | Zico Buurmeester        | 07-06-2002 | PEC Zwolle            | 2026         |
| Aanvallers    |            |                         |            |                       |              |
| 7             | Nederland  | Ruben van Bommel        | 03-08-2004 | MVV Maastricht        | 2027         |
| 9             | Ierland    | Troy Parrott            | 04-02-2002 | Tottenham Hotspur U21 | 2029         |
| 11            | Ghana      | Ibrahim Sadiq           | 07-05-2000 | BK Häcken             | 2028         |
| 17            | Nederland  | Jayden Addai            | 26-08-2005 | Eigen jeugd           | 2028         |
| 21            | Nederland  | Ernest Poku             | 28-01-2004 | Eigen jeugd           | 2026         |
| 23            | Zweden     | Mayckel Lahdo           | 30-12-2002 | Hammarby IF           | 2027         |
| 35            | Nederland  | Mexx Meerdink           | 24-07-2003 | Vitesse               | 2027         |

Bron: A-selectie van AZ

## Transfers
Voor recente transfers bekijk: Lijst van Eredivisie transfers zomer 2024/25
Voor recente transfers bekijk: Lijst van Eredivisie transfers winter 2024/25

### Zomer

#### Aangetrokken
| Nationaliteit | Naam             | Positie      | Vorige club           | Bijzonderheid         |
| ------------- | ---------------- | ------------ | --------------------- | --------------------- |
| Nederland     | Zico Buurmeester | Middenvelder | PEC Zwolle            | Was verhuurd          |
| Nederland     | Peer Koopmeiners | Middenvelder | Almere City FC        | Was verhuurd          |
| Japan         | Seiya Maikuma    | Verdediger   | Cerezo Osaka          | Transfer, € 800.000   |
| Nederland     | Mexx Meerdink    | Aanvaller    | Vitesse               | Was verhuurd          |
| Ierland       | Troy Parrott     | Aanvaller    | Tottenham Hotspur U21 | Transfer, € 4.000.000 |
| Nederland     | Jeroen Zoet      | Doelman      | Spezia Calcio         | Transfervrij          |

#### Vertrokken
| Nationaliteit | Naam                 | Positie      | Nieuwe club        | Bijzonderheid                                                       |
| ------------- | -------------------- | ------------ | ------------------ | ------------------------------------------------------------------- |
| Nederland     | Riechedly Bazoer     | Verdediger   | Konyaspor          | Transfer                                                            |
| Nederland     | Myron van Brederode  | Aanvaller    | Fortuna Düsseldorf | Verhuurd                                                            |
| Portugal      | Tiago Dantas         | Verdediger   | SL Benfica         | Was gehuurd                                                         |
| Portugal      | Gonçalo Esteves      | Verdediger   | Sporting SP        | Was gehuurd                                                         |
| Nederland     | Kenzo Goudmijn       | Middenvelder | Derby County       | Transfer, € 820.000, vorig seizoen verhuurd aan Excelsior Rotterdam |
| Denemarken    | Jens Odgaard         | Aanvaller    | Bologna FC         | Transfer, € 4.000.000, vorig seizoen bij dezelfde club verhuurd     |
| Griekenland   | Vangelis Pavlidis    | Aanvaller    | SL Benfica         | € 18.000.000                                                        |
| Australië     | Mathew Ryan          | Doelman      | AS Roma            | Transfervrij                                                        |
| Japan         | Yukinari Sugawara    | Verdediger   | Southampton        | € 7.000.000                                                         |
| Nederland     | Dani de Wit          | Middenvelder | VfL Bochum         | Transfervrij                                                        |
| Denemarken    | Peter Vindahl Jensen | Doelman      | Sparta Praag       | Transfer, € 1.500.000, vorig seizoen bij dezelfde club verhuurd     |

### Winter

#### Vertrokken
| Nationaliteit | Naam              | Positie      | Nieuwe club  | Bijzonderheid |
| ------------- | ----------------- | ------------ | ------------ | ------------- |
| Nederland     | Dave Kwakman      | Middenvelder | FC Groningen | Verhuurd      |
| Nederland     | Lequincio Zeefuik | Aanvaller    | OH Leuven    | Verhuurd      |

## Staf
| Naam             | Nationaliteit | Functie                               | Sinds | Contract | Vorige club       |
| ---------------- | ------------- | ------------------------------------- | ----- | -------- | ----------------- |
| Technische staf  |               |                                       |       |          |                   |
| Maarten Martens  | België        | Hoofdtrainer                          | 2024  | 2026     | Jong AZ           |
| Robert Franssen  | Nederland     | Assistent-trainer                     | 2020  | 2025     | AZ Jeugdopleiding |
| Kenneth Goudmijn | Nederland     | Assistent-trainer                     | 2021  | 2025     | AZ Jeugdopleiding |
| Jan Sierksma     | Nederland     | Assistent-trainer                     | 2024  | 2025     | Jong AZ           |
| Nick van Aart    | Nederland     | Keeperstrainer                        | 2011  |          |                   |
| Directie         |               |                                       |       |          |                   |
| Robert Eenhoorn  | Nederland     | Algemeen directeur (tot 01-12-2024)   | 2014  | 2024     |                   |
| Merijn Zeeman    | Nederland     | Algemeen directeur (vanaf 01-12-2024) | 2024  |          |                   |
| Max Huiberts     | Nederland     | Technisch directeur                   | 2016  |          |                   |

## Wedstrijden

### Vriendschappelijk
| Datum & Tijd           | Wedstrijd                | Uitslag | Verslag |
| ---------------------- | ------------------------ | ------- | ------- |
| 28-06-2024 – 11:30 uur | AZ – AEK Athene          | 6 – 0   | 1       |
| 06-07-2024 – 15:00 uur | AZ – FC Nordsjælland     | 6 – 1   | 2       |
| 13-07-2024 – 14:00 uur | AZ – Excelsior Rotterdam | 8 – 0   | 3       |
| 20-07-2024 – 15:00 uur | AZ – KV Kortrijk         | 3 – 0   | 3       |
| 24-07-2024 – 18:30 uur | AZ – Aris FC             | 2 – 1   | 4       |
| 27-07-2024 – 15:00 uur | AZ – Atalanta Bergamo    | 2 – 2   | 5       |
| 31-07-2024 – 19:00 uur | AZ – Le Havre AC         | 1 – 1   | 6       |
| 03-08-2024 – 16:00 uur | Stoke City – AZ          | 0 – 1   | 7       |
| 10-10-2024 – 16:00 uur | AZ – Almere City FC      | 2 – 1   | 8       |
| 14-11-2024 – 14:00 uur | AZ – FC Utrecht          | 1 – 2   | 9       |

### Eredivisie
| №  | Datum & Tijd           | Wedstrijd             | Uitslag | Verslag |
| -- | ---------------------- | --------------------- | ------- | ------- |
| 1  | 10-08-2024 – 20:00 uur | Almere City FC – AZ   | 0 – 1   | 1       |
| 2  | 17-08-2024 – 20:00 uur | AZ – N.E.C.           | 1 – 0   | 2       |
| 3  | 25-08-2024 – 12:15 uur | FC Groningen – AZ     | 0 – 0   | 3       |
| 4  | 30-08-2024 – 20:00 uur | RKC Waalwijk – AZ     | 0 – 3   | 4       |
| 5  | 14-09-2024 – 21:00 uur | AZ – sc Heerenveen    | 9 – 1   | 5       |
| 6  | 20-09-2024 – 20:00 uur | PEC Zwolle – AZ       | 1 – 2   | 6       |
| 7  | 29-09-2024 – 20:00 uur | AZ – FC Utrecht       | 1 – 2   | 7       |
| 8  | 06-10-2024 – 20:00 uur | Fortuna Sittard – AZ  | 1 – 0   | 8       |
| 9  | 19-10-2024 – 18:45 uur | AZ – PSV              | 1 – 2   | 9       |
| 10 | 27-10-2024 – 20:00 uur | AZ – Go Ahead Eagles  | 2 – 2   | 10      |
| 11 | 02-11-2024 – 21:00 uur | Feyenoord – AZ        | 3 – 2   | 11      |
| 12 | 10-11-2024 – 16:45 uur | AZ – Willem II        | 1 – 2   | 12      |
| 13 | 24-11-2024 – 14:30 uur | Sparta Rotterdam – AZ | 1 – 2   | 13      |
| 14 | 01-12-2024 – 14:30 uur | AZ – Heracles Almelo  | 1 – 0   | 14      |
| 15 | 08-12-2024 – 14:30 uur | AZ – Ajax             | 2 – 1   | 15      |
| 16 | 15-12-2024 – 20:00 uur | NAC Breda – AZ        | 1 – 2   | 16      |
| 17 | 21-12-2024 – 20:00 uur | AZ – FC Twente        | 1 – 0   | 17      |
| 18 | 11-01-2025 – 21:00 uur | PSV – AZ              | 2 – 2   | 18      |
| 19 | 18-01-2025 – 18:45 uur | FC Utrecht – AZ       | 0 – 0   | 19      |
| 20 | 26-01-2025 – 16:45 uur | AZ – Sparta Rotterdam | 1 – 2   | 20      |
| 21 | 02-02-2025 – 20:00 uur | Willem II – AZ        | 0 – 2   | 21      |
| 22 | 09-02-2025 – 16:45 uur | AZ – PEC Zwolle       | 2 – 0   | 22      |
| 23 | 23-02-2025 – 16:45 uur | AZ – Fortuna Sittard  | 1 – 0   | 23      |
| 24 | 02-03-2025 – 12:15 uur | sc Heerenveen – AZ    | 3 – 1   | 24      |
| 25 | 01-04-2025 – 20:00 uur | AZ – RKC Waalwijk     | 2 – 2   | 25      |
| 26 | 16-03-2025 – 16:45 uur | Ajax – AZ             | 2 – 2   | 26      |
| 27 | 29-03-2025 – 21:00 uur | N.E.C. – AZ           | 3 – 3   | 27      |
| 28 | 05-04-2025 – 16:30 uur | AZ – Feyenoord        | 0 – 1   | 28      |
| 29 | 13-04-2025 – 14:30 uur | Heracles Almelo – AZ  | 1 – 0   | 29      |
| 30 | 24-04-2025 – 18:45 uur | AZ – NAC Breda        | 1 – 1   | 30      |
| 31 | 04-05-2025 – 14:30 uur | Go Ahead Eagles – AZ  | 0 – 3   | 31      |
| 32 | 11-05-2025 – 16:45 uur | AZ – FC Groningen     | 3 – 0   | 32      |
| 33 | 14-05-2025 – 20:00 uur | FC Twente – AZ        | 2 – 3   | 33      |
| 34 | 18-05-2025 – 14:30 uur | AZ – Almere City FC   | 1 – 1   | 34      |

### Play-offs voor Conference League
| Ronde        | Datum                  | Wedstrijd          | Uitslag | Verslag |
| ------------ | ---------------------- | ------------------ | ------- | ------- |
| Halve finale | 22-05-2025 – 18:45 uur | AZ – sc Heerenveen | 4 – 1   | 1       |
| Finale       | 25-05-2025 – 18:00 uur | AZ – FC Twente     | 3 – 2   | 2       |

### TOTO KNVB Beker
| Ronde          | Datum & Tijd                                                      | Wedstrijd                                                         | Uitslag                                                           | Verslag                                                           |
| -------------- | ----------------------------------------------------------------- | ----------------------------------------------------------------- | ----------------------------------------------------------------- | ----------------------------------------------------------------- |
| Eerste ronde   | Vrijstelling wegens plaatsing voor de Europese clubhoofdtoernooi. | Vrijstelling wegens plaatsing voor de Europese clubhoofdtoernooi. | Vrijstelling wegens plaatsing voor de Europese clubhoofdtoernooi. | Vrijstelling wegens plaatsing voor de Europese clubhoofdtoernooi. |
| Tweede ronde   | 18-12-2024 – 21:00 uur                                            | AZ – FC Groningen                                                 | 3 – 1                                                             | 1                                                                 |
| Achtste finale | 14-01-2025 – 18:45 uur                                            | AZ – Ajax                                                         | 2 – 0                                                             | 2                                                                 |
| Kwartfinale    | 06-02-2025 – 20:00 uur                                            | AZ – Quick Boys                                                   | 3 – 1                                                             | 3                                                                 |
| Halve finale   | 27-02-2025 – 20:00 uur                                            | Heracles Almelo – AZ                                              | 2 – 2 3 – 4 (w.n.s.)                                              | 4                                                                 |
| Finale         | 21-04-2025 – 18:00 uur                                            | AZ – Go Ahead Eagles                                              | 1 – 1 2 – 4 (w.n.s.)                                              | 5                                                                 |

### UEFA Europa League
|       | ELF   | FEN   | GAL   | ROM   |     |       | ATH   | FER   | LOE   | TOT |
| Thuis | 3 – 2 | 3 – 1 | 1 – 1 | 1 – 0 | Uit | 2 – 0 | 4 – 3 | 2 – 2 | 1 – 0 |     |

| Stand | Gespeeld | Gewonnen | Gelijk | Verloren | Punten | Doelpunten voor | Doelpunten tegen | Doelsaldo | Resultaat                     |
| ----- | -------- | -------- | ------ | -------- | ------ | --------------- | ---------------- | --------- | ----------------------------- |
| 19e   | 8        | 3        | 2      | 3        | 11     | 13              | 13               | 0         | Geplaatst voor de tussenronde |

| Ronde          | Wedstrijd | Datum & Tijd           | Wedstrijd              | Uitslag | Totaal | Verslag |
| -------------- | --------- | ---------------------- | ---------------------- | ------- | ------ | ------- |
| Competitiefase | 1         | 25-09-2024 – 18:45 uur | AZ – IF Elfsborg       | 3 – 2   | 19e    | 1       |
| Competitiefase | 2         | 03-10-2024 – 21:00 uur | Athletic Club – AZ     | 2 – 0   | 19e    | 2       |
| Competitiefase | 3         | 24-10-2024 – 21:00 uur | Tottenham Hotspur – AZ | 1 – 0   | 19e    | 3       |
| Competitiefase | 4         | 07-11-2024 – 21:00 uur | AZ – Fenerbahçe        | 3 – 1   | 19e    | 4       |
| Competitiefase | 5         | 28-11-2024 – 18:45 uur | AZ – Galatasaray       | 1 – 1   | 19e    | 5       |
| Competitiefase | 6         | 12-12-2024 – 18:45 uur | PFK Loedogorets – AZ   | 2 – 2   | 19e    | 6       |
| Competitiefase | 7         | 23-01-2025 – 18:45 uur | AZ – AS Roma           | 1 – 0   | 19e    | 7       |
| Competitiefase | 8         | 30-01-2025 – 21:00 uur | Ferencváros – AZ       | 4 – 3   | 19e    | 8       |
| Tussenronde    | 1         | 13-02-2025 – 21:00 uur | AZ – Galatasaray       | 4 – 1   | 6 – 3  | 9       |
| Tussenronde    | 2         | 20-02-2025 – 18:45 uur | Galatasaray – AZ       | 2 – 2   | 6 – 3  | 10      |
| Achtste finale | 1         | 06-03-2025 – 18:45 uur | AZ – Tottenham Hotspur | 1 – 0   | 2 – 3  | 11      |
| Achtste finale | 2         | 13-03-2025 – 21:00 uur | Tottenham Hotspur – AZ | 3 – 1   | 2 – 3  | 12      |

## Statistieken

### Eindstand in Nederlandse Eredivisie
| Stand | Gespeeld | Gewonnen | Gelijk | Verloren | Punten | Doelpunten voor | Doelpunten tegen | Gele kaarten | Twee gele kaarten | Rode kaarten |
| ----- | -------- | -------- | ------ | -------- | ------ | --------------- | ---------------- | ------------ | ----------------- | ------------ |
| 5e    | 34       | 16       | 9      | 9        | 57     | 58              | 37               | 52           | 1                 | 3            |

#### Punten, stand en doelpunten per speelronde
| Speelronde                            | 1  | 2  | 3  | 4  | 5   | 6   | 7   | 8   | 9   | 10  | 11  | 12 | 13  | 14  | 15  | 16  | 17  | 18  | 19  | 20  | 21  | 22  | 23  | 24  | 25  | 26  | 27  | 28  | 29  | 30  | 31  | 32  | 33  | 34  | Totaal |
| ------------------------------------- | -- | -- | -- | -- | --- | --- | --- | --- | --- | --- | --- | -- | --- | --- | --- | --- | --- | --- | --- | --- | --- | --- | --- | --- | --- | --- | --- | --- | --- | --- | --- | --- | --- | --- | ------ |
| Aantal punten per speelronde          | 3  | 3  | 1  | 3  | 3   | 3   | 0   | 0   | 0   | 1   | 0   | 0  | 3   | 3   | 3   | 3   | 3   | 1   | 1   | 0   | 3   | 3   | 3   | 0   | 1   | 1   | 1   | 0   | 0   | 1   | 3   | 3   | 3   | 1   | 57     |
| Aantal punten na speelronde           | 3  | 6  | 7  | 10 | 13  | 16  | 16  | 16  | 16  | 17  | 17  | 17 | 20  | 23  | 26  | 29  | 32  | 33  | 34  | 34  | 37  | 40  | 43  | 43  | 44  | 45  | 46  | 46  | 46  | 47  | 50  | 53  | 56  | 57  | 57     |
| Stand na speelronde                   | 6e | 4e | 5e | 2e | 2e  | 2e  | 3e  | 4e  | 4e  | 6e  | 6e  | 6e | 6e  | 6e  | 6e  | 6e  | 5e  | 6e  | 6e  | 6e  | 6e  | 5e  | 4e  | 6e  | 6e  | 6e  | 5e  | 6e  | 6e  | 6e  | 6e  | 6e  | 5e  | 5e  | 5e     |
| Aantal doelpunten per speelronde      | 1  | 1  | 0  | 3  | 9   | 2   | 1   | 0   | 1   | 2   | 2   | 1  | 2   | 1   | 2   | 2   | 1   | 2   | 0   | 1   | 2   | 2   | 1   | 1   | 2   | 2   | 3   | 0   | 0   | 1   | 3   | 3   | 3   | 1   | 58     |
| Aantal tegendoelpunten per speelronde | 0  | 0  | 0  | 0  | 1   | 1   | 2   | 1   | 2   | 2   | 3   | 2  | 1   | 0   | 1   | 1   | 0   | 2   | 0   | 2   | 0   | 0   | 0   | 3   | 2   | 2   | 3   | 1   | 1   | 1   | 0   | 0   | 2   | 1   | 37     |
| Doelsaldo na speelronde               | +1 | +2 | +2 | +5 | +13 | +14 | +13 | +12 | +11 | +11 | +10 | +9 | +10 | +11 | +12 | +13 | +14 | +14 | +14 | +13 | +15 | +17 | +18 | +16 | +16 | +16 | +16 | +15 | +14 | +14 | +17 | +20 | +21 | +21 | +21    |

### Topscorers
| Nr.                           | Naam                          | Goal |
| ----------------------------- | ----------------------------- | ---- |
| 1.                            | Troy Parrott                  | 14   |
| 2.                            | Mexx Meerdink                 | 9    |
| 3.                            | Sven Mijnans                  | 6    |
| 3.                            | Ibrahim Sadiq                 | 6    |
| 5.                            | Zico Buurmeester              | 4    |
| 6.                            | Ruben van Bommel              | 3    |
| 6.                            | Denso Kasius                  | 3    |
| 6.                            | Mayckel Lahdo                 | 3    |
| 9.                            | David Møller Wolfe            | 2    |
| 9.                            | Ernest Poku                   | 2    |
| 11.                           | Jayden Addai                  | 1    |
| 11.                           | Kristijan Belić               | 1    |
| 11.                           | Wouter Goes                   | 1    |
| 11.                           | Peer Koopmeiners              | 1    |
| 11.                           | Mees de Wit                   | 1    |
| Eigen doelpunten tegenstander | Eigen doelpunten tegenstander | 1    |
| Totaal                        | Totaal                        | 58   |

| Nr.                           | Naam                          | Goal |
| ----------------------------- | ----------------------------- | ---- |
| 1.                            | Jayden Addai                  | 2    |
| 1.                            | Troy Parrott                  | 2    |
| 3.                            | Ruben van Bommel              | 1    |
| 3.                            | Wouter Goes                   | 1    |
| 3.                            | Mayckel Lahdo                 | 1    |
| 3.                            | Mexx Meerdink                 | 1    |
| 3.                            | Sven Mijnans                  | 1    |
| 3.                            | Ernest Poku                   | 1    |
| 3.                            | Kees Smit                     | 1    |
| Eigen doelpunten tegenstander | Eigen doelpunten tegenstander | 0    |
| Totaal                        | Totaal                        | 11   |

| Nr.                           | Naam                          | Goal |
| ----------------------------- | ----------------------------- | ---- |
| 1.                            | Sven Mijnans                  | 4    |
| 1.                            | Troy Parrott                  | 4    |
| 3.                            | Ruben van Bommel              | 3    |
| 4.                            | Denso Kasius                  | 2    |
| 4.                            | Seiya Maikuma                 | 2    |
| 6.                            | Jordy Clasie                  | 1    |
| 6.                            | Ro-Zangelo Daal               | 1    |
| 6.                            | Peer Koopmeiners              | 1    |
| 6.                            | David Møller Wolfe            | 1    |
| 6.                            | Kees Smit                     | 1    |
| Eigen doelpunten tegenstander | Eigen doelpunten tegenstander | 1    |
| Totaal                        | Totaal                        | 21   |

### Assists
| Nr.    | Naam               | Assist |
| ------ | ------------------ | ------ |
| 1.     | Peer Koopmeiners   | 7      |
| 2.     | Ruben van Bommel   | 5      |
| 2.     | Sven Mijnans       | 5      |
| 2.     | David Møller Wolfe | 5      |
| 5.     | Ibrahim Sadiq      | 4      |
| 6.     | Wouter Goes        | 3      |
| 6.     | Denso Kasius       | 3      |
| 6.     | Ernest Poku        | 3      |
| 9.     | Jordy Clasie       | 2      |
| 9.     | Troy Parrott       | 2      |
| 11.    | Zico Buurmeester   | 1      |
| 11.    | Mayckel Lahdo      | 1      |
| 11.    | Seiya Maikuma      | 1      |
| 11.    | Mees de Wit        | 1      |
| Totaal | Totaal             | 43     |

| Nr.    | Naam             | Assist |
| ------ | ---------------- | ------ |
| 1.     | Zico Buurmeester | 2      |
| 2.     | Jordy Clasie     | 1      |
| 2.     | Dave Kwakman     | 1      |
| 2.     | Troy Parrott     | 1      |
| 2.     | Ernest Poku      | 1      |
| Totaal | Totaal           | 6      |

| Nr.    | Naam               | Assist |
| ------ | ------------------ | ------ |
| 1.     | Ernest Poku        | 2      |
| 1.     | Kees Smit          | 2      |
| 2.     | Jordy Clasie       | 1      |
| 2.     | Seiya Maikuma      | 1      |
| 2.     | Sven Mijnans       | 1      |
| 2.     | David Møller Wolfe | 1      |
| 2.     | Troy Parrott       | 1      |
| Totaal | Totaal             | 9      |

Ajax ·
Almere City FC ·
AZ · 
Feyenoord ·
Fortuna Sittard ·
Go Ahead Eagles ·
FC Groningen ·
sc Heerenveen ·
Heracles Almelo ·
NAC Breda ·
N.E.C. ·
PEC Zwolle ·
PSV ·
RKC Waalwijk ·
Sparta Rotterdam ·
FC Twente ·
FC Utrecht ·
Willem II